# Max Dauthendey

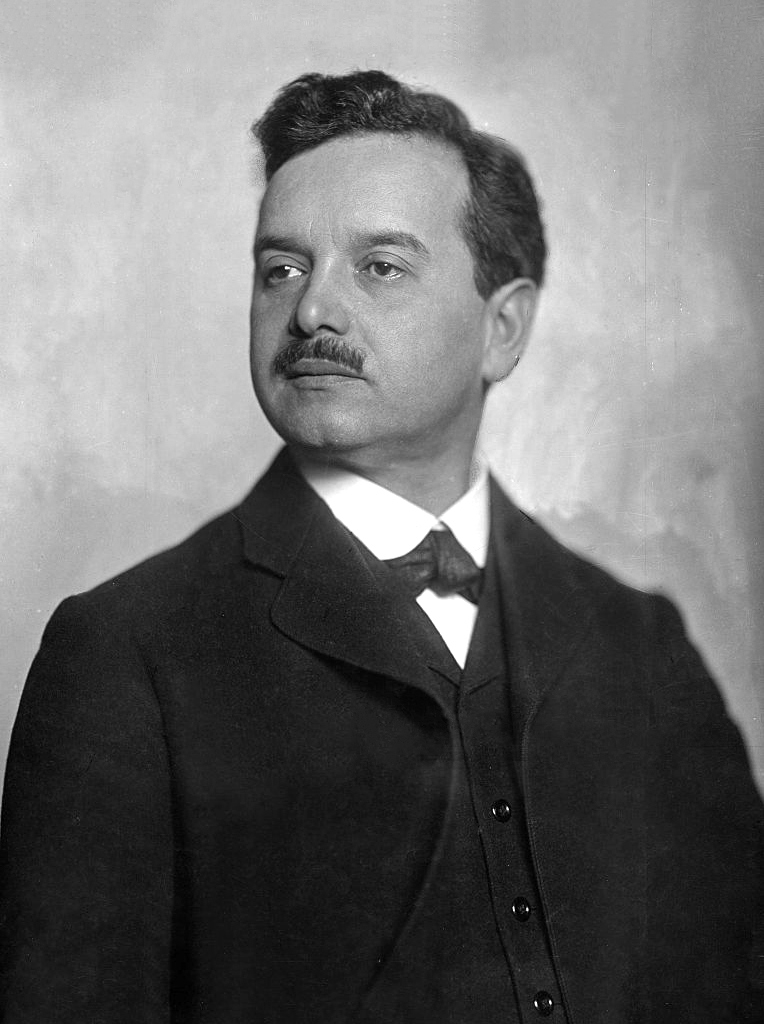
Max Dauthendey

Max Dauthendey (* als Maximilian Albert Dauthendey am 25. Juli 1867 in Würzburg; † 29. August 1918 in Malang auf Java) war ein deutscher Dichter und Maler.

## Leben

### Herkunft und Jugend
Max Dauthendey wurde 1867 in der Würzburger Büttnersgasse 2 (heute Büttnerstraße) als das achte Kind des Daguerreotypisten und Photographen Carl Albert Dauthendey und als das zweite Kind dessen zweiter Frau Charlotte Karoline geboren.
Der am 1. November 1819 in Aschersleben im Harz geborene Vater kam im Oktober 1843 als gelernter Mechaniker und Optiker im Alter von 23 Jahren nach Russland und gründete in St. Petersburg u. a. am Newski-Prospekt zwei Ateliers für Daguerreotypie, die er als erster im Zarenreich einführte. Dort heiratete er seine erste Frau Anna Olschwang, die Tochter eines Hanauer Rabbiners. Die Kinder Olga und Konstantin starben bereits sehr früh. Danach folgten die vier Töchter Anna, Marie, Dorothea und Elisabeth. Im Jahre 1855 verübte die erste Frau von Carl Dauthendey Suizid.
Am 1. November 1857 heiratete Dauthendeys Vater die aus einer deutschen Familie stammende und am 11. Mai 1837 in St. Petersburg geborene Charlotte Karoline Friedrich. Ein erster Sohn Kaspar wurde am 23. Februar 1860 noch in St. Petersburg geboren, bevor Carl Dauthendey mit seiner Familie Russland aus geschäftlichen Gründen verließ und sich schließlich 1864 im Alter von 48 Jahren in Würzburg nochmals eine neue berufliche Existenz aufbaute. Auch seine zweite Frau starb bereits am 11. Juni 1873 an einem Lungenleiden auf dem Würzburger Gutshof „Neue Welt“, als Max Dauthendey, das erste in Deutschland geborene Kind, sechs Jahre alt war. Dieser Gutshof am Leutfresserweg 32 mit seinen Bewohnern und Gästen sollte noch große Bedeutung für Dauthendey erlangen.
Nach einem ersten Atelier in Max' Geburtshaus konnte sich der erfolgreiche Geschäftsmann in der neu angelegten Kaiserstraße mit der Hausnummer 9 ein stattliches Wohn- und Geschäftshaus mit zwei Ateliers und Werkstätten errichten lassen, das er mit seinen Kindern im Mai 1876 bezog. So erfolgreich Carl Dauthendey in geschäftlicher Hinsicht auch war, die als selbstverständlich erwartete Geschäftsnachfolge durch einen seiner Söhne erfüllte sich nicht. Der ältere Sohn Kaspar erlernte zwar den Photographenberuf und zeigte auch Talent und Engagement, konnte sich aber dem autoritären Vater nicht unterordnen. Aufgrund der Auseinandersetzungen mit seinem Vater und um dem ungeliebten dreijährigen Militärdienst zu entkommen, ging Kaspar in die USA. In einem Anfall von Verfolgungswahn erschoss er sich dort am 15. Februar 1885 in Philadelphia. Damit verblieb nur noch Max als potenzieller Nachfolger des väterlichen Geschäfts. Dieser hatte jedoch niemals einen Zweifel daran gelassen, dass er für eine solche Tätigkeit keinerlei Neigung verspürte, sondern vielmehr seinen künstlerischen Ambitionen folgen möchte. Nach dem frühen Tod der Mutter kümmerten sich neben seinem Vater vor allem die älteren Stiefschwestern um seine Erziehung und schulischen Werdegang. Das Verhältnis zu seinem Vater war schon seit der frühen Kindheit von Spannungen geprägt, da dieser bereits ahnte, dass Max sich nicht in seinem Sinne entwickeln würde. Später erinnerte Max sich, wie er als Neunjähriger wegen eines kleinen Vergehens die Hundepeitsche zu spüren bekam, wenn sein Vater ihn im aufflammenden Zorn wie seine früheren russischen Leibeigenen behandelte.
Als Kind im Alter von etwa zehn Jahren nahm ihn sein Vater auf ausgedehnten Spaziergängen durch Würzburg mit. Die Erzählungen und Erklärungen seines Vaters fanden jedoch nur seine Aufmerksamkeit, wenn sie ausnahmsweise nicht technischer Art waren, sondern sich auf die Natur und deren Schönheit bezogen. Sein Vater musste bald erkennen, dass sich Max nicht zu einem technisch-praktischen Beruf hingezogen fühlte:

„Mir ist die Liebe für Maschinen und alles was damit zusammenhängt, angeboren und liegt mir im Blut. Du hast aber mal keinen Sinn dafür. Das tut mir persönlich leid, aber ich kann dich deshalb nicht tadeln. Du bist ein Träumer!“

Im Oktober 1880 war ein wegen mangelnder Leistungen verhängter Schularrest die Ursache für einen ersten Fluchtversuch des 13-Jährigen aus dem Elternhaus, der jedoch schon in Aschaffenburg endete. Schon zu Weihnachten 1883 wünschte er sich die Schule verlassen zu dürfen. Noch in seiner Schulzeit fasste der 17-Jährige, beeinflusst von Erzählungen und einem Reisebuch, das er sich als einziges Weihnachtsgeschenk gewünscht hatte, den Plan, als Soldat in die niederländische Kolonie Java zu gehen. Sein Vater sah schließlich ein, dass das Pauken der naturwissenschaftlichen Schulfächer für seinen musisch veranlagten Sohn verlorene Zeit sei. Er konnte ihn jedoch davon überzeugen, noch drei Jahre durchzuhalten, um mit dem Examen die Berechtigung für den einjährig-freiwilligen Militärdienst zu erlangen, sich dadurch die übliche dreijährige Dienstzeit zu ersparen und den Fehler seines älteren Bruders nicht zu wiederholen. So legte Max Dauthendey 1886 nach einem Misserfolg das Einjährigen-Examen ab. Als Belohnung finanzierte ihm sein Vater im Frühjahr 1886 eine mehrmonatige Reise durch Mitteldeutschland, die ihn nach Dresden, Berlin, Magdeburg, Dessau, Naumburg und Weimar führte.

### In einem ungeliebten Beruf
Seinen Wunsch, nach der Rückkehr in München Maler werden zu dürfen, musste Dauthendey aufgeben und im Atelier seines Vaters mit der Photographenlehre beginnen. Mit den Argumenten, dass die Grundlage für den Lebensunterhalt vorrangig sei, sich hierzu das Atelier als „Goldmühle“ anbot und Malen sowie Dichten nebenbei nicht ausgeschlossen seien, konnte sein Vater sich wiederum durchsetzen. So entstand 1888 in seiner freien Zeit ein erstes Epos mit dem Titel „Unter Maien. Eine Frühlingsmär aus alter Zeit“, das Max seinem Vater als Weihnachtsgeschenk widmete. Noch fügte er sich dem väterlichen Willen, aber es war nur ein vorläufiger Kompromiss, der den grundsätzlichen Konflikt verschärfte und eine endgültige Entscheidung lediglich verschob.
Im Frühjahr 1889 erhielt Max die Möglichkeit eines dreimonatigen Volontariats in einer Genfer lithographischen Anstalt. Danach floh er im Sommer dieses Jahres ohne große Vorbereitung und Wissen des Vaters zu seinen mütterlichen Verwandten nach Russland und blieb dort in St. Petersburg für ein halbes Jahr. Diesem Ausbruch aus den beruflichen Zwängen und der väterlichen Strenge folgte eine ebenso überstürzte Verlobung mit einer seiner Cousinen in Berlin, bevor er wieder nach Würzburg zurückkehrte.
1890/91 lernte Max die beiden Philosophie- und Medizinstudenten Arnold Villinger und Siegfried Löwenthal kennen, zu denen er eine schwärmerische Freundschaft entwickelte. Seit dem Tod seiner zweiten Frau auf der „Neuen Welt“ pflegte sein Vater zu deren Bewohnern einen freundschaftlichen Kontakt. Max hatte dort bereits im Kindesalter die neun Jahre jüngere Gertraud Rostosky, die spätere Malerin, kennengelernt. Diese schilderte, wie sie Dauthendey später wieder begegnete:

„An einem Sonntag im Mai [1890 d.V.] ging ich mit meiner Mutter zur Kirche. Auf der Alten Mainbrücke überholten uns zwei junge Herren, die sich sogleich umwandten und uns begrüssten. Es waren Max Dauthendey und sein Freund, der Medizinstudent Arnold Villinger, die mit Maiblumensträusschen aus dem Guttenberger Wald kamen. Die Herzlichkeit und Selbstverständlichkeit, mit der Max uns seinen Freund vorstellte, machte die Begegnung zur festlichen Einleitung meines Jugenderlebnisses“

Mit der Einladung der drei Freunde auf die „Neue Welt“ wurde diese zu deren bevorzugtem Treffpunkt und zum Beginn für einen vielfältigen geistigen Austausch von künstlerischen, philosophischen und weltanschaulichen Gedanken und Ideen. Für Dauthendey war es eine Rückkehr an eine Stätte seiner Kindheit, die durch den dortigen Tod seiner Mutter besondere Bedeutung erlangt hatte.

### Emanzipation und dichterische Anfänge
Die Entwicklung eigener Lebensansichten und Welterklärungsmodelle führte zu einer Beschleunigung des Entfremdungsprozesses von den Zwängen in seinem Vaterhaus, aber auch zu einer wachsenden inneren Sicherheit hinsichtlich seiner Berufung als Dichter. Er machte sich Gedanken über ein neues Verständnis von Religion und Weltlichkeit, die in der Vorstellung einer eigenen Lebensphilosophie mündeten, deren Kern er als allbeseelte „Weltfestlichkeit“ bezeichnete. Den ursprünglichen Wunsch, Maler zu werden, gab er auf und versuchte sich in ersten dichterischen Übungen neben seiner beruflichen Tätigkeit. Der seit langem schwelende Konflikt führte schließlich im April 1891 zu seinem physischen und psychischen Zusammenbruch. Sein Vater sah sich veranlasst, ihn in eine Nervenklinik einweisen zu lassen. Seine beiden Freunde brachten ihn schließlich zur Genesung auf die „Neue Welt“.
Seine Kindheitsbekannte und spätere Freundin Gertraud Rostosky, die mit ihrer Mutter und Großmutter auf der „Neuen Welt“ lebte, schilderte den Zustand Dauthendeys:

„Ich erkannte Max kaum wieder, als ich ihn etwa zwei Wochen nach seinem Eintreffen auf der Neuen Welt, geführt von Löwenthal und Villinger, über den Hof kommen sah. Er war zu einem Skelett abgemagert, zitterte am ganzen Körper und sah mit seinem todblassen Gesicht, mit der dunklen Schutzbrille über den Augen, wie ein Gespenst aus.“

Dauthendey begann nach seiner Genesung im Mai 1891 im Laufe des Jahres mit kleineren Arbeiten und Veröffentlichungen in der „Modernen Rundschau“ sowie mit den Anfangskapiteln seines ersten impressionistischen Romans „Josa Gerth“, der die „Neue Welt“ zum Hauptschauplatz hatte. Diese erste Talentprobe, Ende 1892 bei der Verlagsbuchhandlung Edgar Pierson in Dresden erschienen, entstand unter Beeinflussung von Jens Peter Jacobsens Roman „Niehls Lyhne“, der auf Dauthendey nachhaltigen Eindruck gemacht hatte.

### In Berliner Künstlerkreisen
Kurz vor Weihnachten 1891 kam es zum endgültigen Bruch mit dem Vater. Dauthendey brach aus der Umklammerung von Elternhaus und Beruf aus und ging unvermittelt nach Berlin. Doch schon wenige Tage später musste er sich am 29. Dezember 1891 in einem Brief an seinen Vater mit der Bitte um Geld wenden. Dieser hatte offensichtlich resigniert und war bereit ihm eine monatliche Unterstützung zu gewähren, um die materielle Existenz des angehenden Dichters zu sichern.
Bis 1893 hielt er sich im Umfeld des Friedrichshagener Dichterkreises auf und hatte Kontakte zu Stanislaw Przybyszewski. Przybyszewskis Beziehung zu Dagny Juel und das Verhältnis von ihr zu Edvard Munch hat er als Dreiecksgeschichte in seiner Bohèmekomödie Maja (1911) verarbeitet. Im Friedrichshagener Dichterkreis unterhielt er Verbindungen zu Bruno Wille, Ola Hansson, Laura Marholm und Richard Dehmel. Er wird von Przybyszewski als „Mimosa Pudica“ betitelt, da er mit seiner erstaunlich feinen, vornehmen und überempfindlichen Art aufgefallen ist.
Im Frühjahr 1892 reiste Dauthendey nach München. Das Reisegeld, das sein Freund Villinger von seiner Mutter für einen Besuch Venedigs erhalten hatte, trat er ihm ab, so dass Dauthendey an seiner statt die Reise durchführen konnte.
Dauthendey empfand, verstärkt durch die Konfliktlage mit seinem Vater, einen unerfüllten Drang nach Freundschaft und Geborgenheit, der sich vor allem in Beziehung auf Siegfried Löwenthal so steigerte, dass dieser sich bedrängt fühlte und auf Distanz ging. Nach einem Besuch Dauthendeys bei Löwenthal in Brieg im Herbst 1892 kam es zu überschwänglichen Gefühlsausbrüchen. Selbstmorddrohungen sollten sein Verbleiben im Umfeld Löwenthals erzwingen, so dass es zu einer erneuten Einweisung in eine Heil- und Pflegeanstalt, das „Asyl-Neufriedberg“ für „Gemütskranke“ bei München kam.
Wieder in Berlin gesellten sich zu seinen Jugendfreunden neue Freundschaften mit Dichtern und Malern. Richard Dehmel, der durch Dauthendeys gerade veröffentlichten Roman „Josa Gerth“ auf ihn aufmerksam wurde, prägte aufgrund der Farbigkeit der verwendeten Sprache für ihn das Wort „Farbendichter“. Die Edward Munch-Ausstellung sowie Begegnungen mit Stefan George, Hugo von Hofmannsthal und August Strindberg sowie die Auseinandersetzung mit ihren Werken wirkten sich auf seine Entwicklung aus. Einen besonderen Einfluss hatten jedoch die nordischen Schriftsteller auf ihn.
Sehr enttäuschend fielen allerdings die Reaktionen auf seine frühen Veröffentlichungen aus. So wurde besonders der Lyrikband „Ultra-Violett“, den er als Sammlung seiner ersten Jünglingspoesien bezeichnete und der 1893 erschienen war, in den Rezensionen der großen Tageszeitungen abqualifiziert. Die Enttäuschung über das öffentliche Unverständnis konnte er lange nicht überwinden. Der fehlende Erfolg hatte aber auch die Fortsetzung seiner wirtschaftlichen Misere zur Folge. Diese war jedoch kennzeichnend für sein ganzes Leben, da auch in Zeiten guter Einnahmen seine Unfähigkeit mit Geld umzugehen und ein nicht angemessener Lebensstil ihn immer wieder von der Hilfe und Unterstützung seiner Freunde und Bekannten abhängig machte.

### Schweden, Paris und Heirat
Im März 1893 und Frühjahr 1894 kam er auf Einladung des schwedischen Schriftstellers Carl Gustaf Uddgren (1865–1927) nach Kville bei Göteborg. In London machte er die Bekanntschaft des amerikanischen Künstlerehepaares Theodosia und James Durand. Auch mit Frank Wedekind kam er dort in Kontakt. Die Beziehungen zu Würzburg und insbesondere zur „Neuen Welt“ rissen jedoch nicht ab. Ende 1894 machte Dauthendey völlig überraschend seiner Jugendfreundin Gertraud Rostosky einen Heiratsantrag; zur gleichen Zeit wie auch sein Freund Villinger. Die Stiefschwester Dauthendeys, Elisabeth, intrigierte gegen eine solche Verbindung, da nach ihrer Auffassung für den werdenden Dichter, den sie eifersüchtig überwachte, nur eine reiche Heirat in Frage käme, um ein freies und ungestörtes Arbeiten zu ermöglichen. Für Rostosky hätte die Entscheidung für Dauthendey außer Frage gestanden. Trotz aller späteren Missverständnisse, Kränkungen und zeitweiligen Entfremdungen blieb Dauthendey ihre große Liebe. Im Oktober 1894 lernte Dauthendey in Stockholm die damalige Braut Uddgrens, Annie Johanson, die Tochter eines schwedischen Großkaufmanns, kennen, die er sogleich in Gedichten verherrlichte.
Ende 1894, beim ersten Treffen mit seinem Vater seit der Trennung, kam es nach seiner Schilderung zu einem Empfang wie bei einem „heimkehrenden jungen Helden“. Sein Vater habe ihn für seine harte Haltung um Verzeihung gebeten. Dauthendey gestand ihm daraufhin seine Liebe zu Annie Johanson, die er bald zu heiraten gedenke.
In Paris traf er wieder mit Uddgren und Annie Johanson zusammen. Ganz überraschend heiratete er dann Uddgrens ehemalige Braut nach deren Entlobung am 6. Mai 1896 auf Jersey und zog mit ihr nach Paris. Dort lebten sie in Kontakt mit dem Dauthendey aus London bekannten Ehepaar Durand.
Am 5. September 1896 starb Dauthendeys Vater in Würzburg. Schon 1893 hatte er sein Atelier an den Photographen Ferdinand Bauer übergeben. Ab 1896 wurde Georg Glock Inhaber des Ateliers „Dauthendey’s C., Nachfolger“ und zwei Jahre später Eigentümer des gesamten Wohn- und Geschäftshauses.
In seinem Buch Der Geist meines Vaters erzählt Dauthendey eine mysteriöse Geschichte zum Tod seines Vaters. Demnach rauchte dieser Zigaretten, die eigens für ihn aus türkischem Tabak angefertigt waren. Am 5. September des Jahres 1896 – Dauthendey lebte damals jung verheiratet in Paris – schien es Dauthendey um exakt 12.30 Uhr als ob Seife, Wasser und seine Hände stark nach bitterem türkischen Tabak rochen. Er selbst hatte weder geraucht, noch befanden sich Zigaretten im Hause. Annie, seine Frau, die seinen Vater nie kennengelernt hatte, konnte keinerlei Tabakgeruch an seinen Händen bemerken. Als das junge Ehepaar gegen 15 Uhr von Einkäufen zurückkehrte, kam ein Telegramm. Annie und Dauthendey sahen sich an und sagten, wie von ein und demselben Gedanken getroffen: „Das ist eine Todesnachricht“. So war es auch: Dauthendeys Vater war an demselben Mittag und zwar um 12.30 Uhr, in Würzburg gestorben.
Das Erbe seines Vaters sollte das Ehepaar Dauthendey für einige Zeit aus ihrer wirtschaftlichen Notlage befreien. Schon 14 Tage nach der Beerdigung seines Vaters reisten beide nach Taormina auf Sizilien. Anfang November kehrten sie wieder nach Paris zurück, nachdem sie die romantischen Vorstellungen Dauthendeys, sich durch landwirtschaftliche Tätigkeit ihre Existenz zu sichern, als unrealistisch erkannt hatten.

### Mexikoreise
Den Winter 1896/97 verbrachten sie in einem Gasthof am Boulevard du Montparnasse. In der „Cremerie“ der Madame Charlotte in der Rue de la Chaumiere aßen sie ebenso wie Strindberg und Munch zu Mittag. Nach Klärung der Erbschaftsangelegenheiten erhielt Dauthendey seinen Anteil, stellte aber überrascht fest, dass die erhoffte Höhe der Zinsen nicht für ihren Wunschlebensstil reichen würde. Zusammen mit den Durands wurden Pläne für die Gründung einer Künstlerkolonie in Amerika entworfen. Als bereits die Substanz des Erbteils angegriffen werden musste, entschied sich Dauthendey für eine Umsiedlung nach Mexiko. Anfang Mai 1897 reisten sie den bereits vorangegangenen Amerikanern nach. Nach einem vierwöchigen Aufenthalt in der Bretagne gelangten sie über Southampton und New York nach Vera Cruz. In Mexiko trafen sie wieder mit den Durands zusammen. Schon nach kurzer Zeit in dem tropischen Land erkannte Dauthendey jedoch, dass sich weder eine wirtschaftliche Existenzgrundlage verwirklichen ließ noch sich die erhofften künstlerischen Inspirationen hier einstellen würden:

„Lieber bin ich Steinklopfer, Strassenkehrer und Bettler an den Kirchentüren Europas, als daß ich in einem Land bleibe, dessen Natur, dessen Palmen und Vulkane, dessen Agavenpflanzungen, Zuckerrohr und Kaffeebäume mir niemals ein deutsches Lied geben werden.“

In dem 1911 erschienenen Roman „Raubmenschen“ hat er seine mexikanischen Reiseerlebnisse und -eindrücke literarisch verarbeitet. Im Dezember 1897 reisten beide nach einer Rundreise durch den Golf von Mexiko über New Orleans in die Alte Welt zurück, wo sie nach einer stürmischen Atlantikpassage Anfang Februar 1898 Le Havre erreichten.

### Griechenland, Paris, Berlin und München
In Paris beschlossen beide eine getrennte Erholung von den Anstrengungen zu suchen. Seine Frau entschied sich für einen Aufenthalt bei ihrem Vater in Schweden, während Dauthendey im April/Mai 1898 mit dem Archäologen und Schriftsteller Karl Gustav Vollmoeller durch Griechenland reiste. Die beiden suchten Athen und die antiken Stätten auf dem Peloponnes auf. Im Mai 1898 traf Dauthendey wieder in Würzburg mit seiner Frau auf der „Neuen Welt“ zusammen.
Die Jahre 1899 bis 1906 waren von einem häufigen Wechsel der Aufenthaltsorte geprägt. Die Dauthendeys hielten sich zusammen und teilweise auch getrennt von November 1898 bis Februar 1899 in Berlin und im Frühjahr 1899 in Paris auf, wo sie wieder von den gewohnten finanziellen Schwierigkeiten eingeholt wurden. Von Oktober 1899 bis April 1900 war München ihr Domizil, gefolgt von Zwischenstationen auf der „Neuen Welt“ in Würzburg vom Mai bis September 1900 und im Sommer 1901 nach einem Frühjahr in Florenz. Bis Februar 1902 hielten sie sich in Paris auf, anschließend in München, wo Dauthendey Stammgast der Bohèmetreffpunkte „Cafe Dichtelei“, „Simplicissimus“ und „Stefanie“ war. Im Winter 1903/04 intensivierte er seine Beziehung zu Gertraud Rostosky und lebte mit ihr in Paris zusammen, während seine Frau 1903 eine mehrmonatige Beziehung mit Olaf Gulbransson in München hatte.

### Finanzielle Dauermisere
Dauthendey zählte zu dem Künstlertyp, für den ausschließlich seine eigenen Vorstellungen maßgebend waren und der sich hinsichtlich so profaner Dinge wie die Sorge um das tägliche Leben voll auf die Unterstützung seines Umfeldes verließ. Da seine Freunde und Bekannten jedoch nicht immer diesen Erwartungen entsprachen, waren wirtschaftliche Engpässe, ja sogar auch Not, die ständigen Begleiter von Dauthendey und seiner Frau, die sein Leben ebenso wie seinen Wandertrieb und seine Sehnsucht nach exotischen Fernen bestimmten.
Die kurzzeitige Vorstellung, mit einer Stickschule die ständige finanzielle Misere zu mildern, scheiterte im April/Mai 1903 ebenso wie die früheren Pläne für einen landwirtschaftlichen Betrieb. Am 16. April 1903 schrieb er an seine Frau:

„Denn ich bin hier unter so jungen dummen Leuten, die alle rechnen und nie künstlerisch auszugeben verstehen. Es sind eben alles junge, egoistische Menschen, die wie Schulknaben disputieren und handeln.“

Seinen Lebensunterhalt bestritt er somit weiterhin größtenteils aus Leihgaben und Geschenken, Vorschüssen und seltenen Honoraren. Als Künstler hielt er sich für berechtigt, einen gehobenen Anspruch für seine Lebensweise zu stellen und gegenüber dem Eigentum Anderer eine gewisse Unempfindlichkeit an den Tag zu legen. Seine Freundin, die Malerin Gertrud Rostosky verkaufte sogar Bilder, um den Erlös Dauthendey zur Verfügung zu stellen.

### Erste Weltreise
Für seine dichterische Tätigkeit brauchte Dauthendey Anregungen, die er sich erneut durch das Reisen verschaffen wollte. Ende Dezember 1905 brach er zu seiner ersten Weltreise auf, die ihn nach Ägypten, Indien, China, Japan und Amerika führte. Zurück in Würzburg bezog er mit seiner Frau am 3. Juli 1906 eine Wohnung im dritten Stock am Sanderring 23 in Würzburg, die beide noch offiziell (auch nach dem Umzug in das 1913 eingeweihte „Waldhaus“) bis 1918 nutzten. Die Erlebnisse der Weltreise und ein längerer Aufenthalt in Würzburg vom Oktober 1907 bis Dezember 1909, ermöglichten eine Phase großer dichterischer Produktivität. 1910 übernahm der Verlag Albert Langen die Herausgabe seiner Werke vom Juncker-Verlag. Mit dem Drama „Die Spielereien einer Kaiserin“ konnte Dauthendey einen großen Erfolg erzielen. In Berlin machte er um diese Zeit auch die Bekanntschaft von Robert Walser und Rainer Maria Rilke.

### Das „Waldhaus“

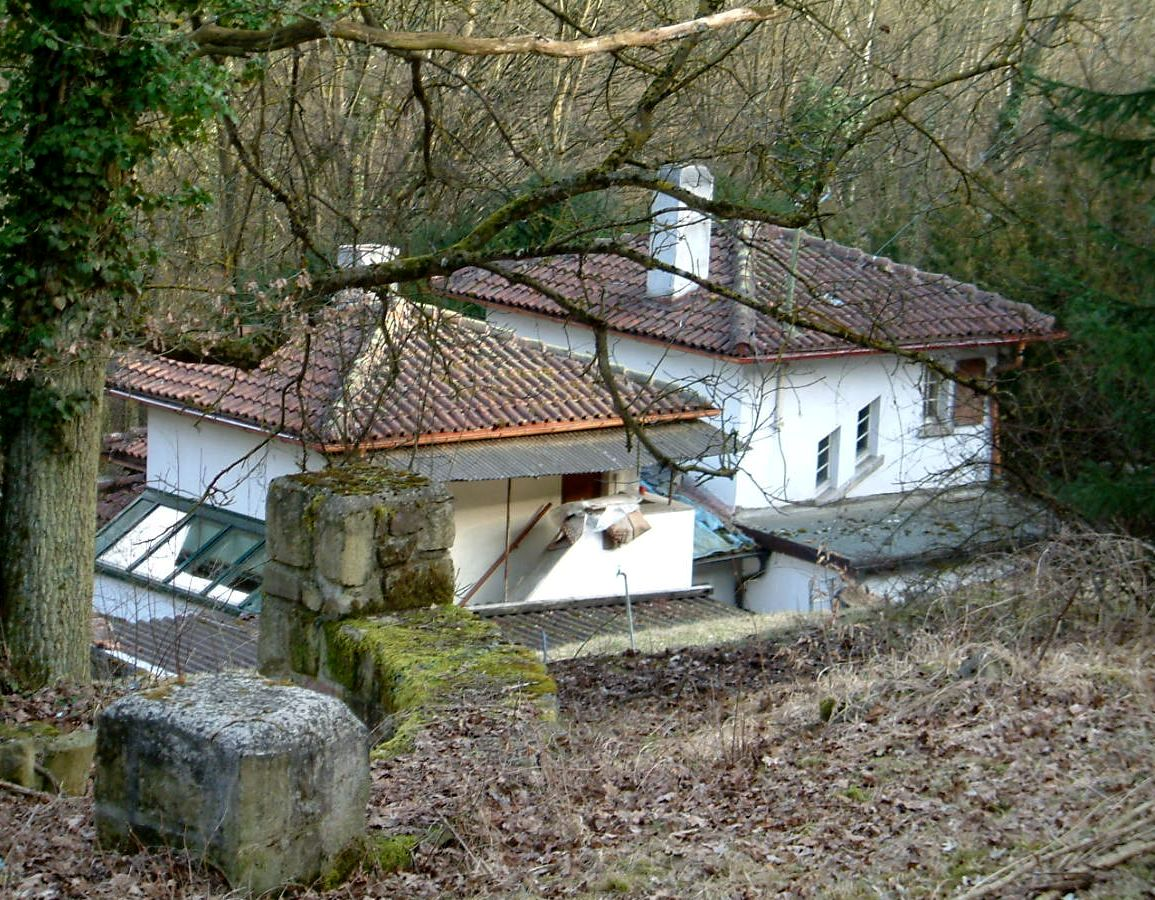
Max Dauthendeys „Waldhaus“ im Guggelesgraben 37

Im Frühjahr 1912 hatte Dauthendey ausnahmsweise aufgrund einer Honorarzahlung seines Verlages mit 900 Mark ungewöhnlich viel Geld zur Verfügung. Der auf einem Spaziergang gegenüber seiner Frau geäußerte Wunsch nach einem eigenen Haus in idyllischer Lage veranlasste einen Bauern aus Höchberg, der das Gespräch zufällig mitgehört hatte, Dauthendey ein Grundstück im über den Leutfresserweg (an dem auch der Gutshof „Zur Neuen Welt“ liegt) zu erreichenden Guggelesgraben zum Kauf anzubieten. Dauthendey nahm spontan das Angebot an und erwarb für 600 Mark das ca. einen Morgen große Wiesengrundstück. Schon 1911 hatte er sich mit Planentwürfen für ein Haus im japanischen Stil befasst. Nun gab er den Bau eines „Gartenpavillons mit Küchenhäuschen“ in Auftrag. Für die schließlich aufgelaufene Bausumme von 25000 Mark musste er eine Hypothek aufnehmen und sich bei gutwilligen Freunden erneut Geld leihen. Im Frühjahr 1913 wurde das Haus eingeweiht. Am 25. Juli 1913 präsentierte Dauthendey anlässlich seines Geburtstages das neue Eigenheim seiner alten Freundin Gertraud Rostosky und deren Mutter. Beim Abschied räumte er jedoch seherisch ein:

„Nein, das kann nie ein ‚liebes, altes Haus’ werden, den Mauern fehlt die Seele. Erst viele Erlebnisse vielleicht ganzer Generationen gehören dazu, um ihm das Lebendige zu geben, das dem Schaffenden zu Hilfe kommt.“

Auch aus ganz profanen Gründen erwies sich der Hausbau als Fehlinvestition, da Dauthendey übersehen bzw. ignoriert hatte, dass die Erschließung hinsichtlich Straße und Wasser nicht gesichert war. Lang andauernde Regenfälle in diesem Frühjahr schnitten das neue Eigenheim zeitweilig von der Umwelt ab. Nach Erhalt einer Zuwendung von 1000 RM durch die Schiller-Gesellschaft verließ Dauthendey am 23. August 1913 sein Traumhaus für immer und fuhr mit dem Zug nach Italien. Für die Kosten der Reise verwendete er auch einen Teil des für die Hausfinanzierung aufgenommenen Hypothekendarlehens.

### Zweite Weltreise und Tod auf Java
Nach der Italienreise hielt Dauthendey sich wieder in Berlin auf. Mit dem Antritt seiner zweiten Fahrt um die Welt – finanziert vom Albert Langen-Verlag und Norddeutschen Lloyd – am 15. April 1914 in Bremen begann seine Schicksalsreise. Über Antwerpen, Gibraltar, Algier, Genua, Neapel, Messina, Port Said, Aden und Singapur gelangte er schließlich am 24. Juni 1914 nach Weltevreden, einem Vorort von Batavia auf Java. Der Wunsch, noch nach Deutsch-Neuguinea zu reisen, verzögerte den geplanten Rückreisetermin. Der am 1. August 1914 begonnene Erste Weltkrieg veranlasste die Niederlande als neutraler Staat zur Internierung der deutschen Staatsangehörigen auch in der Kolonie Niederländisch-Indien, dem heutigen Indonesien. Dieses Schicksal traf auch Dauthendey, als er von Deutsch-Neuguinea nach Java zurückkehrte. Obwohl seine Frau einflussreiche Bekannte dafür gewann, sich für Dauthendeys Freilassung zu verwenden, konnten selbst so bekannte Persönlichkeiten wie Romain Rolland und Bernhard Shaw seine Rückkehr nach Deutschland nicht erwirken. Vier Jahre verbrachte der bereits zu Beginn seines Zwangsaufenthaltes auf Java an Malaria erkrankte Dauthendey an wechselnden Orten wie Medan (auf Sumatra), Garoet, Soerabaia und Tosari. Er litt zunehmend unter körperlichen Beschwerden, besonders wurde er vom Gelenkrheumatismus geplagt. Die Behandlung durch den deutschen Tropenarzt Wilhelm Schüffner ermöglichte ihm Zeiten der Besserung, die er für Reisen auf Java nutzte. Hier entstanden auch viele seiner Gedichte und Aquarelle. Mindestens genauso heftig wie seine körperlichen Schmerzen setzten ihm jedoch auch der Trennungsschmerz von Frau und Heimat zu. In einem Brief an seine Frau schrieb er:

„Ich halte den Druck bald nicht mehr aus. Es ist zu lange Zeit, ich bin nicht bloss von Dir, sondern auch von meinem Klima, von meiner Sprache, von meiner Heimat, von allen Erinnerungen, die ein Dichter braucht, und auch von den Gräbern getrennt. […] ich entbehre alles in jeder Sekunde.“

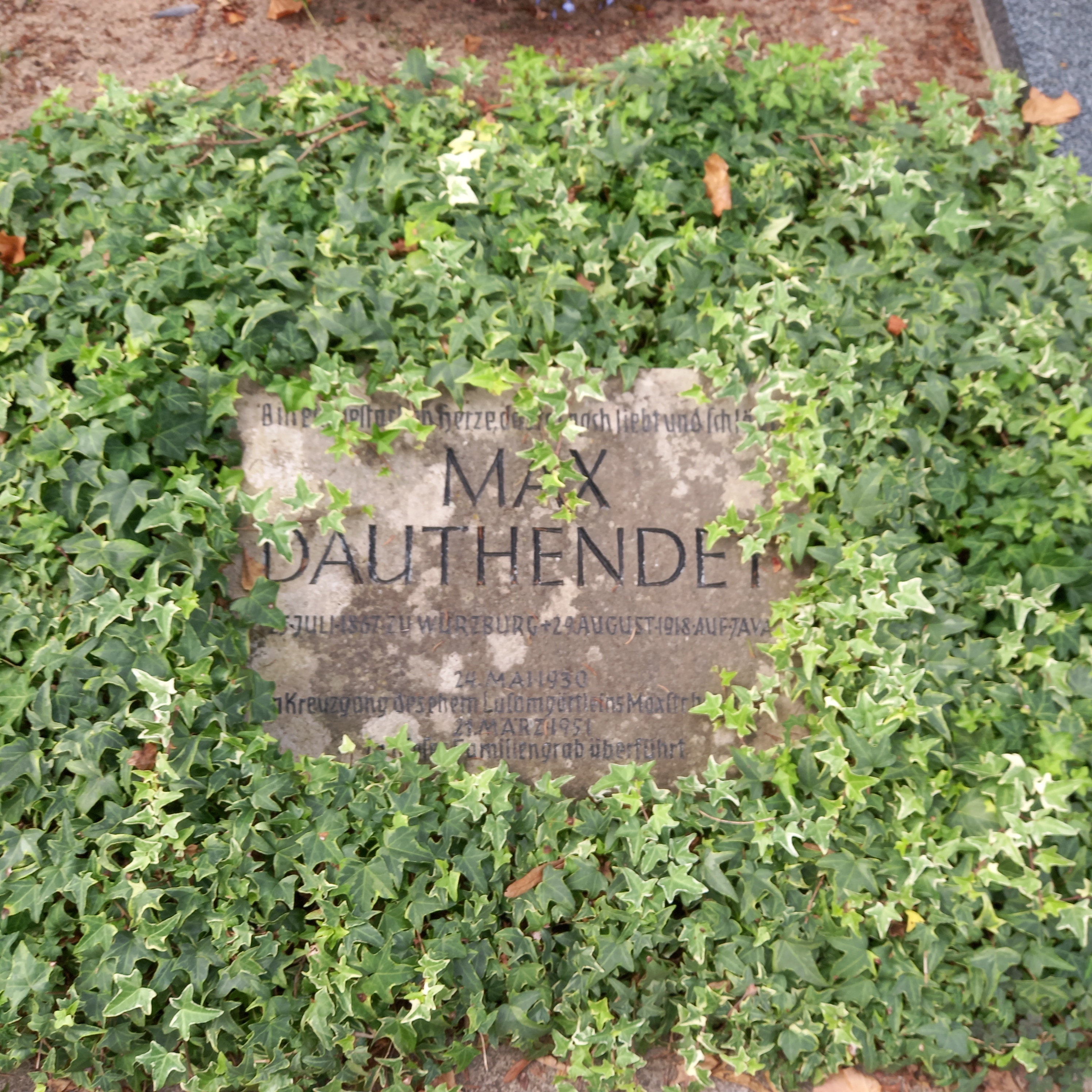
Das Grab von Max Dauthendey auf dem Hauptfriedhof Würzburg

Kurz vor Ende des Krieges starb er am 29. August 1918 im Alter von 51 Jahren an seiner Malariaerkrankung. Seine sterblichen Reste wurden am 24. Mai 1930 auf Veranlassung seiner Frau von Malang nach Würzburg überführt. Der damalige Oberbürgermeister Hans Löffler hatte es durchgesetzt, dass Dauthendey im ehemaligen Lusamgärtchen, das sich im Garten des Fränkischen Luitpoldmuseums in der Maxstraße befand, nahe Walther von der Vogelweide im Beisein von Dauthendeys Schwester und seiner Ehefrau beigesetzt wurde. Nach der katastrophalen Zerstörung Würzburgs am 16. März 1945, der auch das Luitpoldmuseum zum Opfer fiel, wurde im Zuge des städtischen Wiederaufbaus der Sarg Dauthendeys am 21. März 1951 in das Familiengrab (I. Abteilung rechts von der Aussegnungshalle) im Würzburger Hauptfriedhof als der endgültigen Ruhestätte des Dichters überführt. In dem von der Friedhofsverwaltung gepflegten Grab befinden sich auch seine Eltern sowie seine Halbschwester Elisabeth und sein Bruder Kaspar.

### Schicksal von Frau und Schwester Elisabeth
Unter tragischen Umständen starb auch Dauthendeys Frau Annie zu Ende des Zweiten Weltkrieges, als sie auf der Flucht von Schlesien kommend in der Nacht vom 13. auf den 14. Februar 1945 bei den Luftangriffen auf Dresden umkam. Ein Großteil der ursprünglich ca. 300 vorhandenen Aquarelle ihres Mannes ging dabei verloren.
Seine Halbschwester Elisabeth, die schriftstellerisch besonders mit ihren Märchen und Novellen erfolgreich war und als „Halbjüdin“ in der NS-Zeit nicht mehr veröffentlichen konnte, starb am 18. April 1943 in Würzburg.

## Leistungen und Rezeption
Die von Farben und Tönen bestimmte ungebundene und rhythmische Lyrik und Prosa machte Dauthendey zu einem der bedeutendsten Vertreter des Impressionismus in Deutschland. Seine Werke sind bestimmt von der Liebe zur Natur und deren Ästhetik. Mit virtuoser Sprachbegabung setzte er seine Sensibilität für sinnenhafte Eindrücke in impressionistische Wortkunstwerke um.
Über seine Gedichte sagte Stefan George, sie „seien das einzige, was jetzt in der ganzen Literatur als vollständig Neues dastehe […] eine eigenartige Kunst, die reicher genießen lasse als Musik und Malerei, da sie beides zusammen sei.“
Bereits seine erste Gedichtsammlung von 1893 mit dem Titel „Ultra-Violett“ lässt die Ansätze einer impressionistischen Bildkraft erkennen, die dichterisch gestaltete Wahrnehmung von Farben, Düften, Tönen und Stimmungen offenbart. In seiner späteren Natur- und Liebenslyrik steigerte sich dies bis zur Verherrlichung des Sinnenhaften und Erotischen und traf sich mit seiner Philosophie, die das Leben und die Welt als Fest, als panpsychische „Weltfestlichkeit“ begriff. Rilke bezeichnete ihn als einen „unserer sinnlichsten Dichter, in einem fast östlichen Begriffe“.
Die Novellen als lyrisch-impressionistische Stimmungsbilder mit persönlichen Reiseerfahrungen lassen Frische und erzählerische Lust verspüren. Die Sammlungen „Lingam“ (1909) und „Die acht Gesichter vom Biwasee“ (1911) markieren den künstlerischen Höhepunkt seines Werkes.
Neben den Reiseschilderungen können vor allem die autobiographischen Schriften literarische und historische Bedeutung für sich in Anspruch nehmen. Seine typische Technik, Bilder und Szenen farbig, improvisierend und achronologisch aneinanderzureihen, unterstreicht und steigert hier die Wirkung des erzählerischen Inhalts.
Mit der farbigen Bildersprache der frühen Werke setzte Dauthendey sich vom Naturalismus ab und ging mit seiner Sprachdynamik und teilweise radikalen Abstraktion der späteren Werke auch über die impressionistischen Gestaltungsmittel hinaus, so dass er als einer der Vorläufer des literarischen Expressionismus gelten kann. In der späteren Lyrik wurden allerdings stellenweise auch ornamental-dekorative Muster bemüht, die zu einer sprachlichen Verflachung führten.
In der Zeit des Nationalsozialismus stießen Dauthendeys Werk und Person auf offizielle Ablehnung. So stellte einer der tonangebenden Literaturhistoriker in der NS-Zeit, Adolf Bartels, mit Blick auf die fernöstlichen Handlungsorte der dauthendeyschen Novellen und Erzählungen fest, dass der Verfasser „nun als Exotist gelten“ muss. August Diehl als Landesleiter der Reichsschrifttumskammer in Mainfranken fällte im „Mainfränkischen Kalender“ von 1937, dem amtlichen Jahrbuch der NSDAP im Gau Mainfranken, das parteiamtliche Verdikt über Dauthendey als Dichter mit dem „nie versiegende[n], fast ausschliessliche[n] Grundthema einer ganz ungermanischen Verherrlichung der Geschlechtsliebe als einer kosmischen Brunst.“ Am entschiedensten wurde der Dichter-Philosoph und seine „Weltfestlichkeit“ abgelehnt, die jedem völkischen Gemeinschaftssinn zuwiderlaufe. Ihr Prophet Dauthendey wurde damit zum „Gegenfüßler [der] nationalsozialistischen Weltanschauung“ erklärt.

## Werke

### Prosa, Romane und Erzählungen

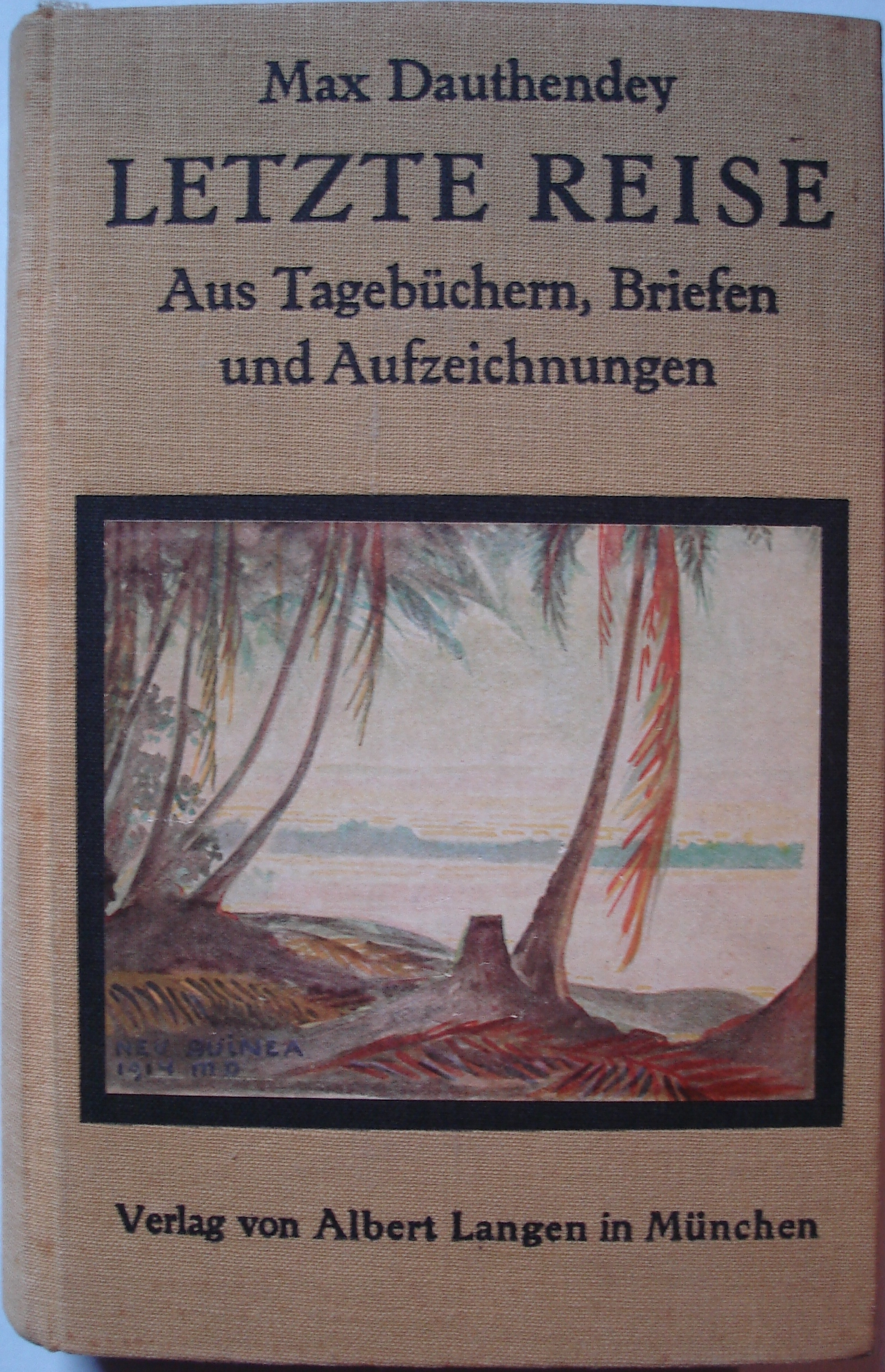
Max Dauthendey: „Letzte Reise“. Das Titelbild zeigt die Küste von Neuguinea, gemalt von Max Dauthendey

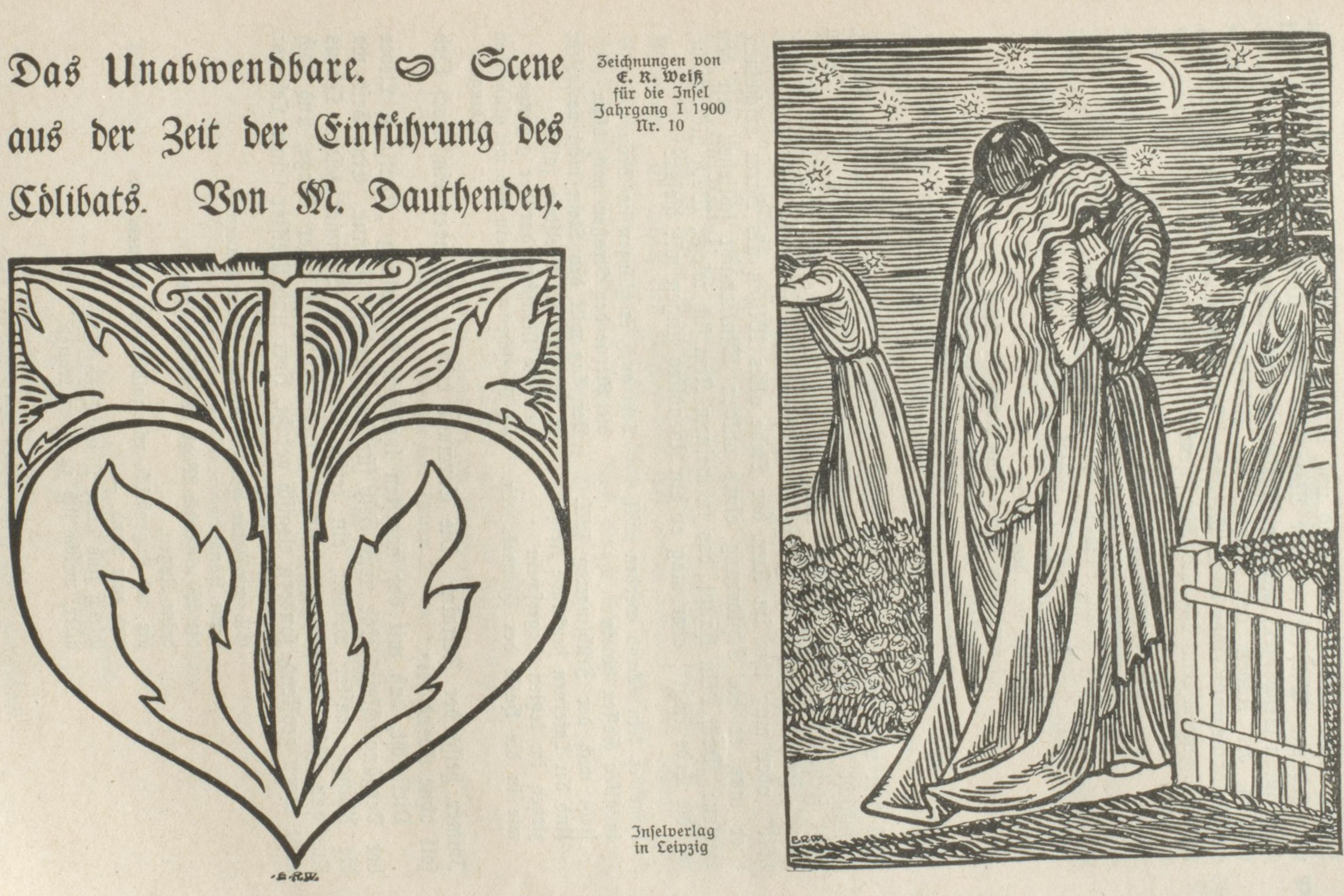
Illustrationen von Emil Rudolf Weiß zu Das Unabwendbare

- Frühe Prosa. Aus dem Nachlass 1890–1894 (Unter anderem Würzburger Impressionen, Ein Märchen der Zukunft und Nordland in Farben, 1967)
- Josa Gerth (1892)
- Lingam (1909)
- Die geflügelte Erde (1910)
- Maja (1911)
- Raubmenschen (1911)
- Die acht Gesichter am Biwasee (1911)
- Den Nachtregen regnen hören in Karasaki (1911)
  - Neuauflagen: Langen Müller, München/Wien 1957, und dtv, München 1980, ISBN 3-423-01571-3.
- Der Geist meines Vaters (1912)
- Gedankengut aus meinen Wanderjahren (1913)
- Die Untergangsstunde der „Titanic“. Zum Jahrestag 16. April 1913 (1913)
- Geschichten aus den vier Winden (1915)
- Das Märchenbriefbuch der heiligen Nächte im Javanerlande (1921)
  - Neuauflage: Verlag Bibliothek der Provinz, Weitra 2000, ISBN 3-85252-349-4.
- Erlebnisse auf Java (1924)
- Fernöstliche Geschichten (1930)
- Die festliche Weltreise des Dichters Max Dauthendey. Eine Auswahl aus seinen Werken (1935)
- Der Garten ohne Jahreszeiten und andere Geschichten (1954)
- Die schönsten Geschichten (1956)
- Sieben Meere nahmen mich auf (1957)

### Dramen
- Sun. Sehnsucht (2 Dramen, 1895)
- Die Spielereien einer Kaiserin (1910)
- Maja: skandinavische Bohême-Komödie in drei Akten (1911)
- Ein Schatten fiel über den Tisch (1911)
- Lachen und Sterben. Fünfuhrtee. Zwei tragische Akte (1911)
- Madame Null. Schwank in drei Akten (1911)
- Menagerie Krummholz. Jahrmarktskomödie in drei Akten (1911)
- Frau Raufenbarth (1911)
- Wir gehen am Meer im tiefen Sand (1918)
- Die Heidin Geilane (1925)
- Das Kind (1925)

### Lyrik
- Regenduft (1893)
- Ultra-Violett (1893)
- Schwarze Sonne. Phallus (1897/1910)
- Reliquien (1899)
- Die ewige Hochzeit – Der brennende Kalender (1905)
- Singsangbuch (1907)
- Der weiße Schlaf. Lieder der langen Nächte (1908)
- Lusamgärtlein (1909)
- Weltspuk (1910)
- Die geflügelte Erde (1910)
- Insichversunkene Lieder im Laub (1911)
- Ausgewählte Lieder aus sieben Büchern (1914)
- Des grossen Krieges Not (1915)
- Das Lied der Weltfestlichkeit (1917)
- Gesammelte Gedichte (1930)

### Briefe
- Letzte Reise (1925)
- Mich ruft dein Bild (1930)
- Ein Herz im Lärm der Welt (1933)
- Sterngespräch. Briefe an die Schwester. Gedichte, Würzburg (Osthoff) 1996, ISBN 3-9805298-1-9

### Werkausgabe
- Gesammelte Werke (6 Bände, 1925)

## Sonstiges

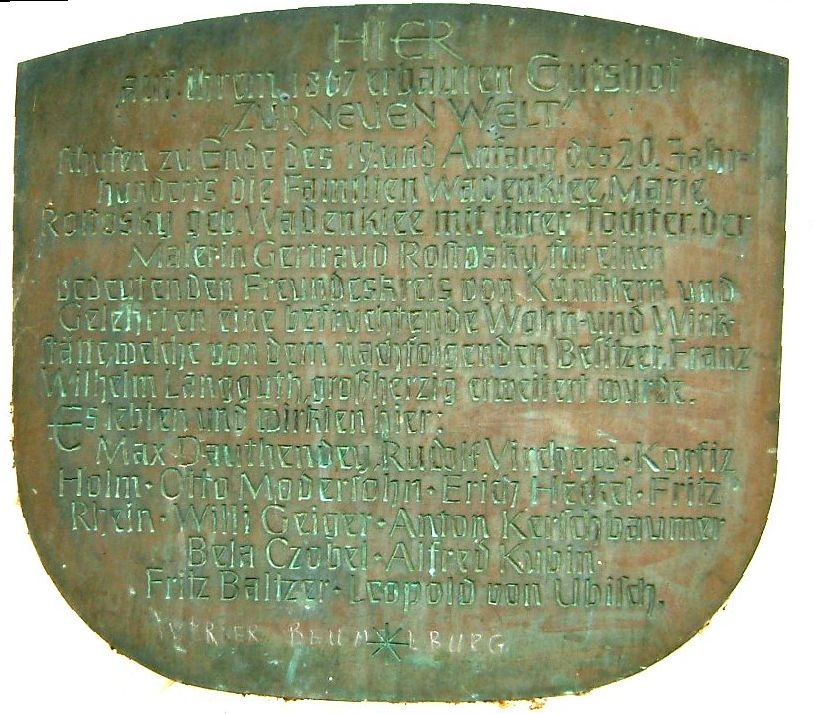
Gedenktafel an der „Neuen Welt“ u. a. mit den Namen Max Dauthendeys

Von 1934 bis 2015 bestand in Würzburg eine Max-Dauthendey-Gesellschaft, die die Erinnerung an den Dichter durch Pflege und Förderung seines Werkes wachhielt.
Seine Heimatstadt benannte bereits 1926 eine Straße im Stadtteil Sanderau nach Max Dauthendey. Auch der zu seinem „Waldhaus“ führende Weg in der Nähe des Guggelesgraben wurde 1930 nach ihm benannt. Anlässlich seines 50. Todestages ließ die Stadt Würzburg 1968 am Gutshof „Zur Neuen Welt“ eine Gedenktafel anbringen, die neben den Bewohnern und sonstigen Gästen auch Dauthendey aufführt. Das Geburtshaus Dauthendeys, wo die Familie bis 1876 zwölf Jahre im ersten Stock in einer Sechs-Zimmer-Wohnung gelebt hatte, wurde beim Bombenangriff auf Würzburg am 16. März 1945 bis auf die Grundmauern zerstört und später abgerissen. An dem in unmittelbarer Nähe davon (Beim Grafeneckart 10) stehenden „Hertie-Haus“ (heute Modehaus Wöhrl) am Aufgang zur Alten Mainbrücke wurde 1982 zum 115. Geburtstag des Dichters eine von dem Rottendorfer Maler und Grafiker Ossi Krapf gestaltete und von der Max-Dauthendey-Gesellschaft gestiftete Gedenktafel angebracht. Das 1876 bezogene Haus in der Kaiserstraße 9 wurde ebenfalls am 16. März 1945 zerstört (an dessen Stelle entstand später das Gebäude der Glocken-Apotheke) ebenso wie seine, nach der ersten Weltreise 1906 im dritten Stock bezogene Wohnung am Sanderring 23 an der „Löwenbrücke“. Schließlich trägt auch noch eine Schule seit 1969 seinen Namen.